# Bisetocreagris thailandica
Espèce
Bisetocreagris thailandica est une espèce de pseudoscorpions de la famille des Neobisiidae.

## Distribution
Cette espèce se rencontre en Thaïlande et en Chine au Yunnan,.

## Étymologie
Son nom d'espèce lui a été donné en référence au lieu de sa découverte, la Thaïlande.

## Publication originale
- Schawaller, 1994 : Pseudoskorpione aus Thailand (Arachnida: Pseudoscorpiones). Revue Suisse de Zoologie, vol. 101, no 3, p. 725-759 (texte intégral).